# Alexander Young (hudebník)
Alexander Young také zvaný George Alexander (28. prosince 1938 Bridgeton, Glasgow, Skotsko – 4. srpna 1997) byl skotský kytarista, zpěvák a baskytarista. Byl bratrem George, Malcolma a Anguse Younga, všichni byli také hudebníci. V roce 1967 založil skupinu Grapefruit, ve které zpíval a hrál na baskytaru. Napsal také skladbu „I'm a Rebel“, kterou později předělaly skupiny Accept a AC/DC. Verze od AC/DC nikdy nevyšla, zpěv v ní obstaral právě Alexander Young.